# オー!ビューティフル
『オー!ビューティフル』は宝塚歌劇団の作品。併演は『星の牧場』。

## 宝塚大劇場公演
形式名は「グランド・ショー」。14場。
公演期間は1971年1月30日から2月25日。
参考文献は宝塚60年史別冊。

### スタッフ
- 作・演出：横澤英雄
- 音楽：高井良純
- 音楽指揮：溝口堯
- 歌唱指導：水島早苗
- 振付：岡正躬・佐々木和男・喜多弘・浦辺日佐夫・司このみ
- 装置：石浜日出雄
- 衣装：静間潮太郎
- 照明：今井直次
- 小道具：万波一重
- 効果：坂上勲
- 音響監督：松永浩志
- 演出助手：草野旦・太田哲則
- 制作：野田浜之助

### 主な出演
- 歌う青年、エトワール：鳳蘭
- 歌う青年：安奈淳
- 歌う男：牧美佐緒
- 踊る娘：如月美和子・若山かずみ・大空美鳥・大原ますみ・砂夜なつみ・衣通月子
- 踊る男：但馬久美・碧美沙・松あきら

## 東京宝塚劇場公演
公演期間は1971年4月3日から4月27日。
主なスタッフに横澤英雄がいる。
参考文献は宝塚90年史。